# Hallå Mumbai
Hallå Mumbai (originaltitel Mumbai Calling) är en brittisk-indisk komediserie i sju avsnitt. Pilotavsnittet sändes 2007 och serien började och slutade sändas 2009. TV-serien handlar om ett callcenter i Mumbai i Indien. Huvudrollen som Kenny Gupta spelas av Sanjeev Bhaskar.
Den visas bland annat i Sveriges Television.